# Altıntepe
Altıntepe (turško »zlati hrib«) je urartska trdnjava in tempelj iz 9.-7. stoletja pr. n. št. Trdnjava stoji na majhnem griču nad dolino Evfrata v turški provinci Erzincan, 12 km od avtoceste Erzincan-Erzurum.
Trdnjavo so odkrili leta 1938 med rekonstrukcijo bližnje železniške proge. Njeni ostanki stojijo na 60 m visokem vulkanskem griču. Prva izkopavanja so potekala v letih 1959-1968 pod vodstvom profesorja Tahsina Özgüça. V tem času so odkrili tudi utrjeno naselje iz uratstkega obdobja. Na arheološkem najdišču je tempelj ali palača, velika dvorana, skladišče, mestno obzidje, različni prostori in na južni strani griča tri podzemne grobnice. Po dolgem premoru so se po sklepu turškega Ministrskega sveta izkopavanja nadaljevala leta 2003 pod vodstvom profesorja Mehmeta Karaosmanoğluja.

## Galerija
- Altıntepe z jugozahoda
- Severozahodni del mesta znotraj mestnega obzidja
- Apadana, zahodni vogal mestnega obzidja
- Stolp obrambnega zidu
- Kuhinja
- Karta znanih urartskih trdnjav